# Oman szorstki
Oman szorstki (Pentanema hirtum) – gatunek rośliny z rodziny astrowatych. Tradycyjnie włączany do rodzaju oman Inula, jednak w 2018 zawężono ujęcie tego rodzaju i gatunek trafił do rodzaju Pentanema. Występuje w Europie od Francji na wschód (bez południowych, zachodnich i północnych krańców kontynentu) oraz w zachodniej Azji po Kazachstan i zachodnią Syberię. W Polsce występuje głównie na południu, nad dolną Odrą i dolną Wisłą i jest dość rzadki.

## Morfologia

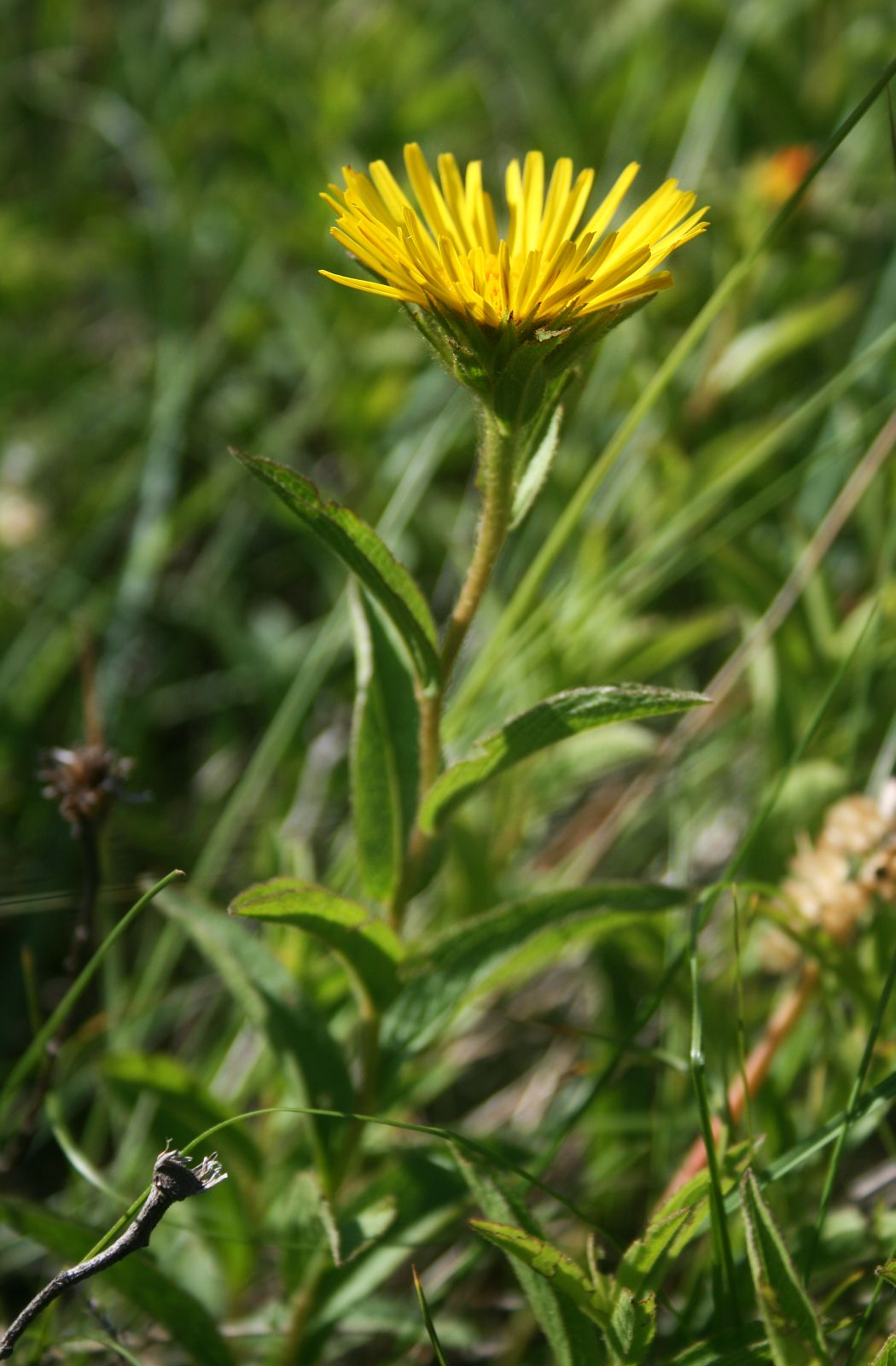
Pokrój

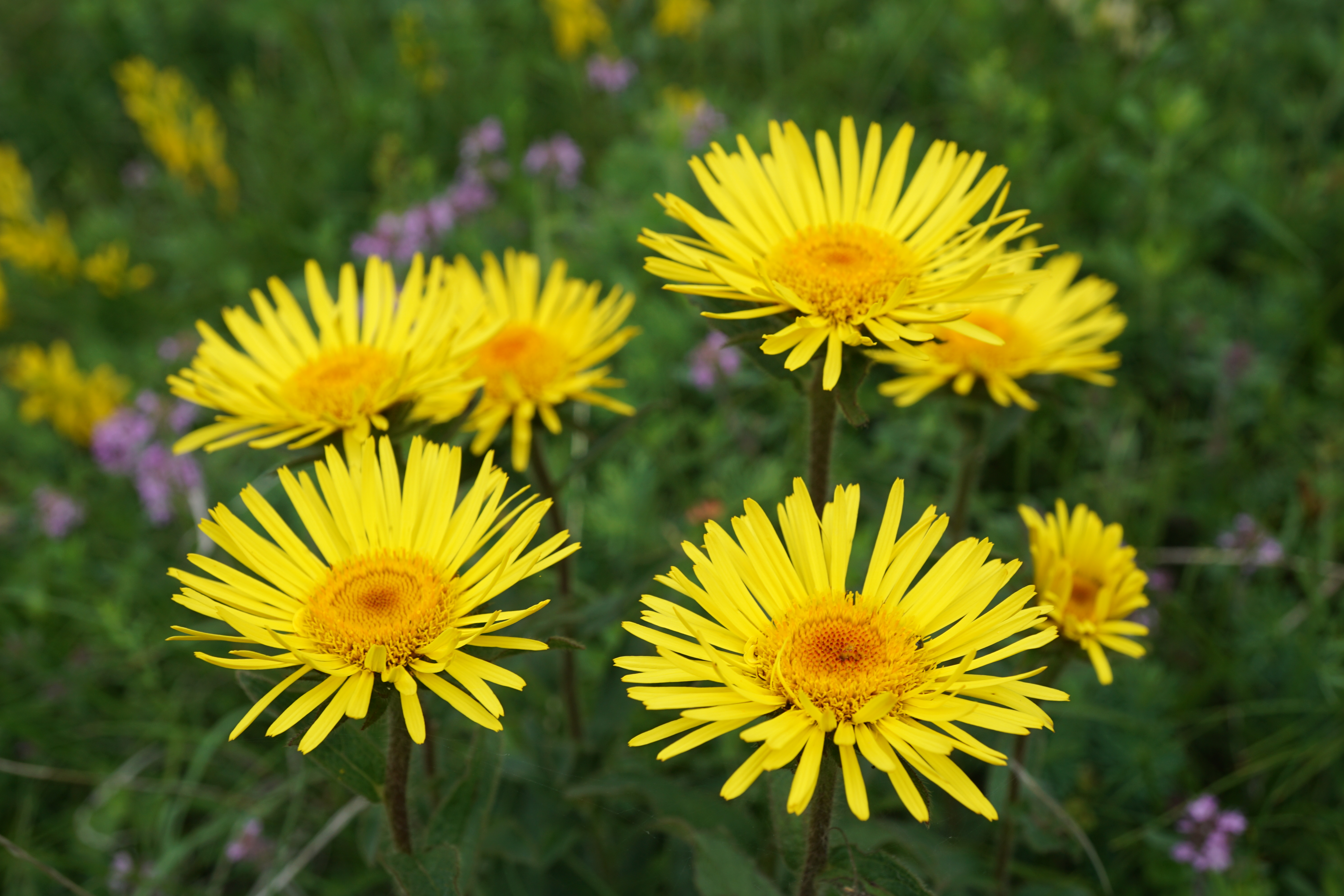
Koszyczki

ŁodygaWyrasta zwykle pojedynczo z silnego pędu podziemnego, wzniesiona, o wysokości 15–50 cm. Cała jest pokryta odstającymi, szorstkimi, żółtymi włoskami. Często jest czerwono nabiegła.
LiścieUlistnienie skrętoległe, gęste. Liście siedzące, przy czym dolne zwężone u nasady, a środkowe i górne obejmujące łodygę nasadą. Są jajowate lub podługowate, stępione, skórzaste, połyskujące. Osiągają 4–8 cm długości i 1–2 cm szerokości. Nerwacja siatkowata (wyraźna od spodu), blaszka liściowa ząbkowana. Obydwie strony liścia są szorstko owłosione.
KwiatyZebrane w koszyczki, które wyrastają pojedynczo na szczycie łodygi, czasem jest ich od 2 do 4. Średnica koszyczka wynosi od 2 do 5 cm. Listki okrywy są lancetowate lub równowąskie, zewnętrzne mają szerokość 1,5–2 mm, tylko u nasady są nagie, poza tym szorstkie i orzęsione. Wszystkie kwiaty są złocistożółte, brzeżne są języczkowe z języczkami o szerokości ok. 1 mm, dwa razy dłuższe od znajdujących się wewnątrz koszyczka kwiatów rurkowatych.
OwoceNagie niełupki o długości do 2 mm.

## Biologia i ekologia
Bylina, hemikryptofit. Kwitnie od maja do lipca. Rośnie w suchych murawach, na słonecznych wzgórzach i zaroślach, też na skrajach lasów. Preferuje gleby zasobne w węglan wapnia. Gatunek charakterystyczny dla związku (All.) Geranion sanguinei. Liczba chromosomów 2n = 16. 
Tworzy mieszańce z omanem wierzbolistnym (Inula salicina) i o. wąskolistnym (Inula ensifolia).

## Zagrożenia i ochrona
Gatunek umieszczony na polskiej czerwonej liście w kategorii EN (zagrożony).